# Јесења изложба УЛУС-а (1979)
Јесења изложба УЛУС-а (1979) је трајала од 27. новембра до 20. децембра 1979. године. Одржана је у галеријском простору Удружења ликовних уметника Србије, у Београду.

## О изложби
Ова изложба је посвећена шездесетогодишњици оснивања Удружења ликовних уметника у Београду. На овој изложби су излагана дела првих чланова Удружења, и то су:
1. Ђорђе Јовановић
2. Урош Предић
3. Симеон Роксандић
4. Драгомир Арамбашић
5. Милан Миловановић
6. Бранко Поповић
7. Пашко Вучетић
8. Љубомир Ивановић
9. Коста Миличевић
10. Драгољуб Павловић
11. Боривоје Стевановић
12. Риста Вукановић
13. Бета Вукановић
14. Стеван Милосављевић
15. Ана Маринковић
16. Анђелија Лазаревић
17. Вељко Станојевић
18. Живорад Настасијевић
19. Милош Голубовић
20. Владимир Бецић
21. Милица Чађевић
22. Наталија Цветковић

Сви изложени радови су власништво Народног музеја у Београду.

## Излагачи
1. Нанди Анимеш
2. Миодраг Атанацковић
3. Боса Беложански
4. Ранко Бељинац
5. Милан Бесарабић
6. Мирослава Богдановић
7. Здравко Вајагић
8. Војин Величковић
9. Бошко Вукашиновић
10. Мирјана Вукмировић Пачов
11. Драган Вукосављевић
12. Рудолф Габерц
13. Милија Глишић
14. Александар Грбић
15. Амалија Ђаконовић
16. Јован Ервачиновић
17. Владимир Живанчевић
18. Јован Р. Зец
19. Светлана Златић
20. Дејан Илић
21. Милица Јелић Глигоровић
22. Александар Јовановић Бириљ
23. Обрад Јовановић
24. Вера Јосифовић
25. Божидар Кићевић
26. Ленка Кнежевић Жуборски
27. Емило Костић
28. Јован Крижек
29. Добринка Крстић Бељић
30. Грујица Лазаревић
31. Бранислав Марковић
32. Велимир Матејић
33. Вукосава Мијатовић
34. Савета Михић
35. Мирко Најдановић
36. Зоран Настић
37. Јелка Нешковић Думовић
38. Мирослав Николић Мирон
39. Стојан Пачов
40. Драга Петровић
41. Миодраг Петровић
42. Радомир Петровић
43. Божидар Продановић
44. Михаило Бата Протић
45. Божидар Раднић
46. Ратомир Руварац
47. Љубинка Савић Граси
48. Рајко Симикић
49. Татјана Стефановић Зарин
50. Мило Стојковић
51. Ана Танић
52. Вјекослав Ћетковић
53. Милорад Ћирић
54. Сабахадин Хоџић
55. Јосиф Хрдличка
56. Добрила Џоџа Поповић
57. Хелена Шипек
58. Босиљка Шипка
59. Кринка Белић
60. Владимир Милић